# Jurgen Van Goolen
Jurgen Van Goolen (Lovaina, 18 de novembre de 1980) és un ciclista belga, professional des del 2002 fins al 2013.

## Palmarès
- 1998
  - 1r a la Tour de Flandes júnior
  - 1r a la Liège-La Gleize
  - 1r a la Keizer der Juniores
- 2000
  -  Campió de Bèlgica sub-23 en contrarellotge
  - 1r a la Lieja-Bastogne-Lieja sub-23
  - 1r a la Gran Premi Guillem Tell i vencedor d'una etapa
  - 1r a la Volta a Limburg amateur i vencedor d'una etapa
  - Vencedor d'una etapa a la Volta a Lieja
  - Vencedor d'una etapa al Triptyque des Barrages
- 2001
  -  Campió de Bèlgica sub-23 en contrarellotge
  - 1r a la Volta a Limburg amateur i vencedor d'una etapa
  - 1r al Triptyque des Barrages
- 2011
  - Vencedor d'una etapa a la Ruta del Sud

### Resultats al Giro d'Itàlia
- 2007. 96è de la classificació general
- 2009. 85è de la classificació general

### Resultats a la Volta a Espanya
- 2002. 116è de la classificació general
- 2003. 42è de la classificació general
- 2004. 56è de la classificació general
- 2005. 48è de la classificació general
- 2006. 39è de la classificació general
- 2007. 31è de la classificació general
- 2008. 16è de la classificació general
- 2010. 34è de la classificació general